# 飛鳥 (任賢齊專輯)
飛鳥是歌手任賢齊的流行音樂專輯，於2001年9月14日正式發行。

## 曲目
1. OK大舞會(Ok Party)
2. 好聚好散(Hello And Goodbye)
3. 飛鳥(Flying Birds)
4. 匆匆(Haste)
5. 花太香
6. 拯救心田（哎喲！我的天）
7. 再出發
8. 走了千萬裏(Walking A Long Way)
9. 彩虹沙漠(Rainbow Desert)
10. 絕望的生魚片(Desperate Sashimi)
11. 本來也可以(Could Have)
12. 愛的路上只有我和妳(Just You And Me On The Way Of Love)

## 備註
- 台灣版預購即贈 《愛你的心》EP
- 首批限量為黃金版CD
- 台灣版和香港版及韓國版贈《衝浪寫真集》